# Randy Braumann
Randolph Braumann (* 12. Dezember 1934 in Bochum als Friedhelm Braumann; † 21. August 2020 in Görlitz) war ein deutscher Journalist. Er wurde durch seine Kriegsreportagen für die Zeitschrift Stern bekannt. Er galt neben Peter Scholl-Latour, Horst Faas und Perry Kretz als bekanntester deutscher Kriegsjournalist der 1970er-Jahre.

## Leben
Randolph Braumann wurde 1934 in Bochum geboren und erlebte als Kind die Bombenangriffe des Zweiten Weltkriegs auf die Stadt. Im Alter von 17 Jahren begann er beim Bochumer Anzeiger als Reporter.
Er berichtete von der Front im Jom-Kippur-Krieg, dem Vietnamkrieg, dem Bürgerkrieg in Angola, dem Bangladesch-Krieg und dem Ersten Golfkrieg. Braumann führte für den Stern exklusive Interviews mit Staatschefs wie Idi Amin, Mobutu Sese Seko, Saddam Hussein, Muammar al-Gaddafi und dem Generalsekretär der Volksfront zur Befreiung Palästinas (PFLP), George Habasch.
Braumann wurde in dieser Zeit aufgrund seiner Berichterstattung von George Habasch in Abwesenheit zum Tode verurteilt.
Im Zuge einer Reportage über den Simba-Aufstand, Moïse Tschombé und den deutschen Söldner Kongo-Müller tippte Braumann auf seiner Schreibmaschine die „Regierungserklärung“ für die europäischen Söldner unter dem Belgier Jean Schramme, die von August bis November 1967 die Stadt Bukavu besetzt hielten.
1975 gründete Braumann, gemeinsam mit Hans-Georg Graichen, das Kinderhilfswerk Dritte Welt e. V.
Während des Aufstandes des Schwarzen September rettete der Reporter Gerd Heidemann Braumann das Leben. Braumann schlug daraufhin Heidemann für seinen wagemutigen Einsatz für das Bundesverdienstkreuz vor.
Seit 2008 lebte Braumann in Görlitz.

## Werke

### Artikel
- Kapstadt: die weiße Oase. In: Geo-Magazin, Hamburg 1979, 12, S. 126–152. Informativer Erlebnisbericht. ISSN 0342-8311

### Bücher
- Auf den Spuren von Karl May. Reise zu den Stätten seiner Bücher. Econ Verlag, Wien 1979, ISBN 3-430-11514-0.
- Mit Volker Rasch: Afrika wird totgefüttert. Plädoyer für eine neue Entwicklungspolitik. Rasch und Röhrig Verlag, Hamburg u. a. 1986, ISBN 3-89136-057-6.

## Weitere Hintergründe

### Film
- Görlitz – wunderbar verwandelt. Dokumentarfilm, Deutschland, 2016, 29:54 Min., Buch und Regie: René Römer, Produktion: MDR, Reihe: Der Osten – Entdecke wo du lebst, Erstsendung: 11. Oktober 2016 bei MDR Fernsehen, Inhaltsangabe von ARD, online-Video. Ab 17:46 Min. bis 20:46 Min. handelt die Reportage über Randy Braumann und seinen Freund Jürgen Werner.